# Franz Maier (Politiker)
Franz Maier (* 20. Oktober 1872 in Eggenberg (Gemeinde Vorchdorf), Oberösterreich; † 5. Jänner 1945 ebenda) war ein österreichischer Politiker des Landbundes (LBd).

## Ausbildung und Beruf
Nach dem Besuch der Volksschule wurde er Bauer.

## Politische Funktionen
- 1922–1927: Obmann des oberösterreichischen Landbundes
- Abgeordneter zum Oberösterreichischen Landtag (XII. und XIII. Wahlperiode), Freiheits- und Ordnungspartei (FOP) bzw. Landbund (LB)
- Bürgermeister von Roitham

## Politische Mandate
- 20. November 1923 bis 18. Mai 1927: Abgeordneter zum Nationalrat (II. Gesetzgebungsperiode), LBd